# Ariarate VI di Cappadocia
Ariarate VI Epifane Filopatore (in greco antico: Ἀριαράθης Ἐπιφανής Φιλοπάτωρ, Ariaráthēs Epiphanḗs Philopátōr; ... – 116 a.C./111 a.C.) fu un re della Cappadocia alla fine del II secolo a.C..
Era il figlio più giovane di Ariarate V e regnò sulla Cappadocia per 14 anni dal 130 a.C. al 116 a.C. (anche se alcuni fanno riferimento al periodo tra il 126 a.C. ed il 111 a.C.).
Ancora bambino quando succedette nel regno a suo padre, crebbe con la madre, Nisa di Cappadocia che reggeva il trono in sua vece. Nel frattempo tutti e gli altri cinque fratelli di Ariarte VI morirono, per cui il popolo, fedele alla dinastia e ritenendo che fossero stati uccisi ad opera della madre Nisa, la uccisero.
I disordini furono presi a pretesto da Mitridate Evergete, re del Ponto, per cercare di affermare il proprio controllo anche sulla Cappadocia, e per questo promosse il matrimonio di Ariarate VI con sua figlia Laodice.
A Mitridate Evergete succedette Mitridate VI che, non ritenendo il legame parentale abbastanza forte per fare della Cappadocia un regno satellite del Ponto, commissionò al nobile cappadociano Gordio l'assassinio di Ariarte VI.
Dopo la sua morte, il regno per un breve periodo fu governato dalla vedova di Ariarate, per poi entrare nei possessi di Nicomede III, re di Bitinia.

## Fonti
- (EN)  Hazel, John; Chi è costui nel mondo greco, "Ariarate VI", (1999)
- (EN)  Head, Barclay; Historia Numorum,  "Cappadocia", (1911)
- (EN)  Giustino;  Epitome di Pompeo Trogo., John Selby Watson (traduttore); Londra, (1886)
- (EN)  Smith, William (curatore); Dizionario biografico greco-romano e mitologia,  "Ariarate VI" (archiviato dall'url originale il 18 dicembre 2005), Boston, (1867)